# Laatprijs
De laatprijs is de prijs waarop effecten, goederen (bijvoorbeeld edelmetaal) of valuta te koop wordt aangeboden. 
Bijvoorbeeld aandelen die via de beurs verhandeld worden kennen een bied- en laatprijs, waarbij de laatprijs het minimum is waartegen een verkoper bereid is te verkopen.
Het verschil tussen bied- en laatprijs wordt spread genoemd.